# Medio Maratón de Madrid
El Medio Maratón de Madrid (también conocida como Movistar Madrid Medio Maratón por motivos de patrocinio) es un medio maratón anual que se organiza en Madrid, España. Es organizada por la Agrupación Deportiva Marathon y se celebra a principios de abril. En 2012 atrajo a más de 13.000 corredores.

## Lista de ganadores
| Edición | Año  | Ganador de la categoría masculina | Tiempo (m:s) | Ganadora de la categoría femenina | Tiempo (m:s) |
| ------- | ---- | --------------------------------- | ------------ | --------------------------------- | ------------ |
| 1º      | 2001 | Abel Chimukoko (Zimbabue)         | 1:03:32      | Jane Salumäe (Estonia)            | 1:13:20      |
| 2º      | 2002 | Samuel Kimaiyo (Kenia)            | 1:03:25      | María Ruiz Castellanos (España)   | 1:17:49      |
| 3º      | 2003 | Cuthbert Nyasango (Zimbabue)      | 1:02:40      | Tina María Ramos (España)         | 1:15:09      |
| 4º      | 2004 | Abdelhadi El Mouaziz (Marruecos)  | 1:02:42      | Leah Kiprono (Kenia)              | 1:14:52      |
| 5º      | 2005 | Edwin Koech (Kenia)               | 1:03:15      | Muliye Lemma (Etiopía)            | 1:14:38      |
| 6º      | 2006 | Shadrack Kiplagat (Kenia)         | 1:02:31      | Anne Kosgei (Kenia)               | 1:13:23      |
| 7º      | 2007 | Francis Wachira (Kenia)           | 1:04:13      | Ana Burgos (España)               | 1:15:24      |
| 8º      | 2008 | Erick Kibet (Kenia)               | 1:04:33      | Mercy Cheburet (Kenia)            | 1:15:28      |
| 9º      | 2009 | Kabtamu Reta (Etiopía)            | 1:03:35      | Asselefech Assefa (Etiopía)       | 1:13:46      |
| 10      | 2010 | Allan Ndiwa (Kenia)               | 1:04:15      | Soud Kanbouchia (Marruecos)       | 1:12:55      |
| 11º     | 2011 | Enock Mitei (Kenia)               | 1:02:42      | Frehiwat Goshu (Etiopía)          | 1:13:25      |
| 12º     | 2012 | Eliud Kiili (Kenia)               | 1:02:07      | Jane Muia (Kenia)                 | 1:13:16      |
| 13º     | 2013 | Haile Tegegn (Etiopía)            | 1:02:57      | Meseret Kitata (Etiopía)          | 1:11:31      |
| 14º     | 2014 | Peter Emase (Kenia)               | 1:02:00      | Cinthya Jerotich (Kenia)          | 1:09:40      |
| 15º     | 2015 | Alex Kapcheromit (Uganda)         | 1:02:30      | Linah Cheruto (Kenia)             | 1:10:43      |
| 16º     | 2016 | Morris Gachaga (Kenia)            | 1:02:40      | Polline Wanjiku (Kenia)           | 1:12:39      |
| 17º     | 2017 | Moses Kibet (Uganda)              | 1:01:54      | Joy Loyce (Kenia)                 | 1:10:27      |
| 18º     | 2018 | Ezrah Sang (Kenia)                | 1:02:37      | Naomi Jebet (Kenia)               | 1:09:56      |
| 19º     | 2019 | Kipkemoi Kiprono (Kenia)          | 1:01:47      | Tigist Teshome (Etiopía)          | 1:10:08      |
| 20º     | 2021 | Ronald Kirui (Kenia)              | 59:38        | Nelly Jepchumba (Kenia)           | 1:07:46      |
| 21º     | 2022 | Vincent Kipkemoi (Kenia)          | 1:01:05      | Winfridah Moseti (Kenia)          | 1:07:22      |
| 22º     | 2023 | Hillary Kipkoech (Kenia)          | 59:56        | Zewditu Aderaw Gelaw (Etiopía)    | 1:07:38      |

### Victorias por país
| País      | Categoría masculina | Categoría femenina | Total |
| --------- | ------------------- | ------------------ | ----- |
| Kenia     | 15                  | 11                 | 26    |
| Etiopía   | 2                   | 3                  | 8     |
| España    | 0                   | 3                  | 3     |
| Marruecos | 1                   | 1                  | 2     |
| Uganda    | 2                   | 0                  | 2     |
| Zimbabue  | 2                   | 0                  | 2     |
| Estonia   | 0                   | 1                  | 1     |